# 黄家乡 (大竹县)
黄家乡，是中华人民共和国四川省达州市大竹县曾经下辖的一个乡。2019年12月，撤销黄家乡，将其所属行政区域划归中华镇管辖。

## 行政区划
黄家乡撤销前下辖以下地区：
街道社区、建泉村、黄家村、玉皇村和红岭村。